# Brigitte Bierlein
Brigitte Bierlein (25 tháng 6 năm 1949  –  3 tháng 6 năm 2024) là một luật sư người Áo. Bà là tổng giám đốc của Văn phòng Kiểm sát viên, về cơ bản là công tố viên trưởng của đất nước, từ năm 1990 đến năm 2002 và là thành viên của ban điều hành Hiệp hội Công tố viên Quốc tế từ năm 2001 đến năm 2003. Năm 2003, Bierlein trở thành thành viên của Tòa án Hiến pháp Áo. Kể từ tháng 1 năm 2018, bà giữ chức chánh án Tòa án Hiến pháp Áo, người phụ nữ đầu tiên giữ vị trí này.
Sau vụ Ibiza, tổng thống Áo Alexander Van der Bellen bổ nhiệm Bierlein tạm thời làm Thủ tướng vào ngày 30 tháng 5 năm 2019. Bà sẽ là người phụ nữ đầu tiên trong vai trò này ở Áo và dự kiến sẽ phục vụ cho đến cuộc bầu cử quốc gia tiếp theo, dự kiến diễn ra vào cuối tháng 9 năm 2019.

## Tiểu sử
Brigitte Bierlein sinh ngày 25 tháng 6 năm 1949 tại Vienna trong thời kỳ chiếm đóng của quân Đồng minh. Cha cô là một công chức. Mẹ cô, được đào tạo như một nghệ sĩ, là một người nội trợ. Cô học tại trường trung học Kundmanngasse, từ đó cô tốt nghiệp năm 1967.
Bà qua đời ở tuổi  vì một căn bệnh ngắn ngày vào ngày 3 tháng 6 năm 2024.